# Ричленд-Спрінгс (Техас)
Ричленд-Спрінгс (англ. Richland Springs) — місто (англ. town) в США, в окрузі Сан-Саба штату Техас. Населення — 244 особи (2020).

## Географія
Ричленд-Спрінгс розташований за координатами 31°16′15″ пн. ш. 98°56′46″ зх. д. / 31.27083° пн. ш. 98.94611° зх. д. (31.270778, -98.946052).  За даними Бюро перепису населення США в 2010 році місто мало площу 2,60 км², уся площа — суходіл.

## Демографія
Згідно з переписом 2010 року, у місті мешкало 338 осіб у 138 домогосподарствах у складі 90 родин. Густота населення становила 130 осіб/км².  Було 205 помешкань (79/км²).
Расовий склад населення:
| - 92,9 % — білих - 0,6 % — чорних або афроамериканців - 0,3 % — корінних американців - 4,4 % — осіб інших рас |

До двох чи більше рас належало 1,8 %. Частка іспаномовних становила 13,3 % від усіх жителів.
За віковим діапазоном населення розподілялося таким чином: 28,7 % — особи молодші 18 років, 52,7 % — особи у віці 18—64 років, 18,6 % — особи у віці 65 років та старші. Медіана віку мешканця становила 40,7 року. На 100 осіб жіночої статі у місті припадало 98,8 чоловіків;  на 100 жінок у віці від 18 років та старших — 89,8 чоловіків також старших 18 років.
Середній дохід на одне домашнє господарство  становив 44 366 доларів США (медіана — 37 500), а середній дохід на одну сім'ю — 55 366 доларів (медіана — 64 000). За межею бідності перебувало 11,2 % осіб, у тому числі 9,1 % дітей у віці до 18 років та 6,0 % осіб у віці 65 років та старших.
Цивільне працевлаштоване населення становило 126 осіб. Основні галузі зайнятості: освіта, охорона здоров'я та соціальна допомога — 49,2 %, публічна адміністрація — 12,7 %, будівництво — 11,1 %.